# Вашингтон, Уильям
Уильям Вашингтон (англ. William Washington) (28 февраля 1752 — 10 марта 1810) — американский военный, кавалерийский офицер, троюродный племянник Джорджа Вашингтона, который в самом начале Войны за независимость США вступил в ополчение, а затем стал офицером Континентальной армии и дослужился до звания бригадного генерала. Он участвовал во многих сражениях войны, в основном на южном театре. Британский генерал, лорд Корнуоллис, называл его самым способным кавалерийским командиром американской армии. После войны он жил в Чарлстоне (Южная Каролина) и владел небольшой плантацией.

## Ранние годы
Уильям Вашингтон родился в округе Стаффорд в семье Бейли Вашингтона и его жены Кэтрин Сторк. Его старшим братом был будущий плантатор Генри Вашингтон. Бейли был сыном Генри Вашингтона (1694—1748), чьим отцом был Джон Вашингтон (1661—1698) (его старший брат Лоуренс Вашингтон был дедом президента Джорджа Вашингтона).

### Статьи
- Henry A. M. Smith. Historical Notes. The Grave of Col. William Washington (англ.) // The South Carolina Historical and Genealogical Magazine. — South Carolina Historical Society, 1909. — Vol. 10, iss. 4. — P. 245-248.